# 吕底亚的国王坎道列斯命令大臣巨吉斯偷窥他的妻子

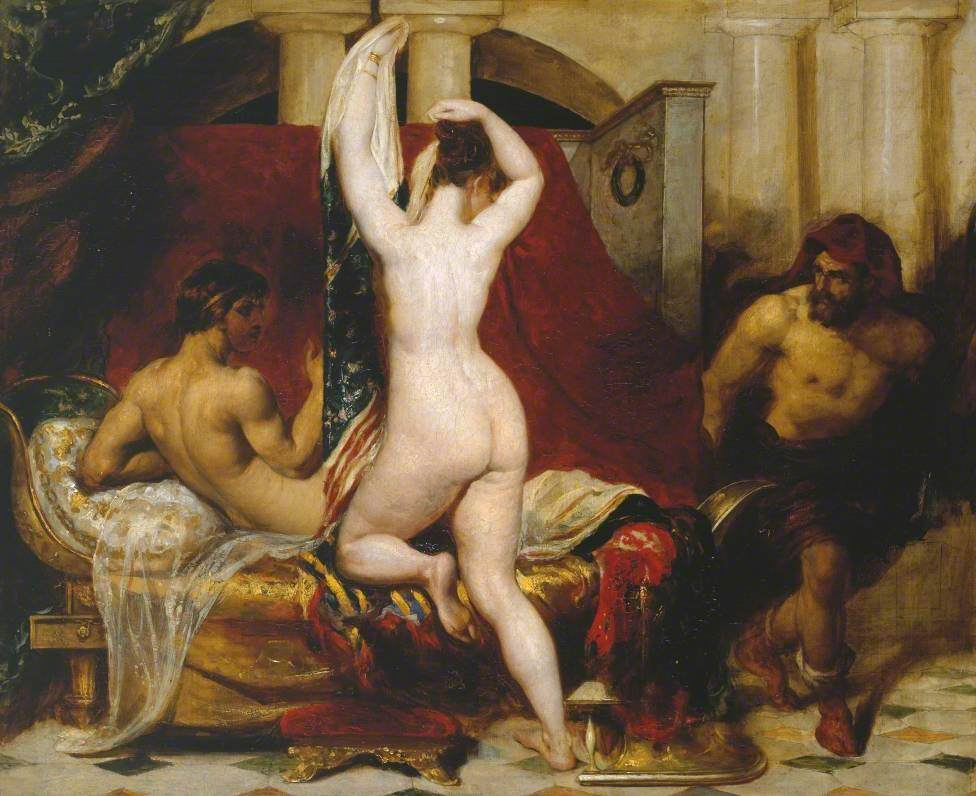
吕底亚的国王坎道列斯命令大臣巨吉斯偷窥他的妻子

《吕底亚的国王坎道列斯命令大臣巨吉斯偷窥他的妻子》（Candaules, King of Lydia, Shews his Wife by Stealth to Gyges, One of his Ministers, as She Goes to Bed），也被称作《坎道列斯的轻率》（The Imprudence of Candaules），是英国画家威廉·埃蒂的布面油画，宽45.1厘米，长55.9厘米，1830年在皇家艺术研究院首次展出。
这幅画取材于希羅多德的《历史》中的一个场景，吕底亚国王坎道列斯邀请侍卫巨吉斯躲在自己的卧室裡，观看他的妻子尼西娅（Nyssia）脱衣就寝，向巨吉斯证明她的美丽。尼西娅发现了巨吉斯的窥视并要他做出选择：要么接受自己被处决，要么杀死坎道列斯；巨吉斯选择杀死坎道列斯并取代他的王位。这幅画捕捉了尼西娅脱掉最后一件衣服的那一刻，此时她尚未意识到自己正被丈夫以外的人注视着。
埃蒂希望他的观众能从这幅画中吸取道德教训：女性不是财产，侵犯其权利的男性应该受到惩罚，但他并没有非常明显地向观众解释这一点。这幅画一经展出就立即引起了争议，被认为是一副充满了色情、暴力而令人不快的厌世之作；人们认为这种不道德的作品可以是外国的作品，但不该出自英国艺术家。
它被罗伯特·弗农（Robert Vernon）在展览会上买下，并于1847年和其他一些画作一起被捐赠给国家。在此后的几年里，这幅画作始终备受争议，当艺术杂志（the Art Journal）于1849年购买了弗农藏品的复制权时，他们并没有制作《坎道列斯》的复制品。1929年，它和其他几幅画作一起被转移到新扩建的泰特美術館，截止到2018年一直保存在那里。

## 背景

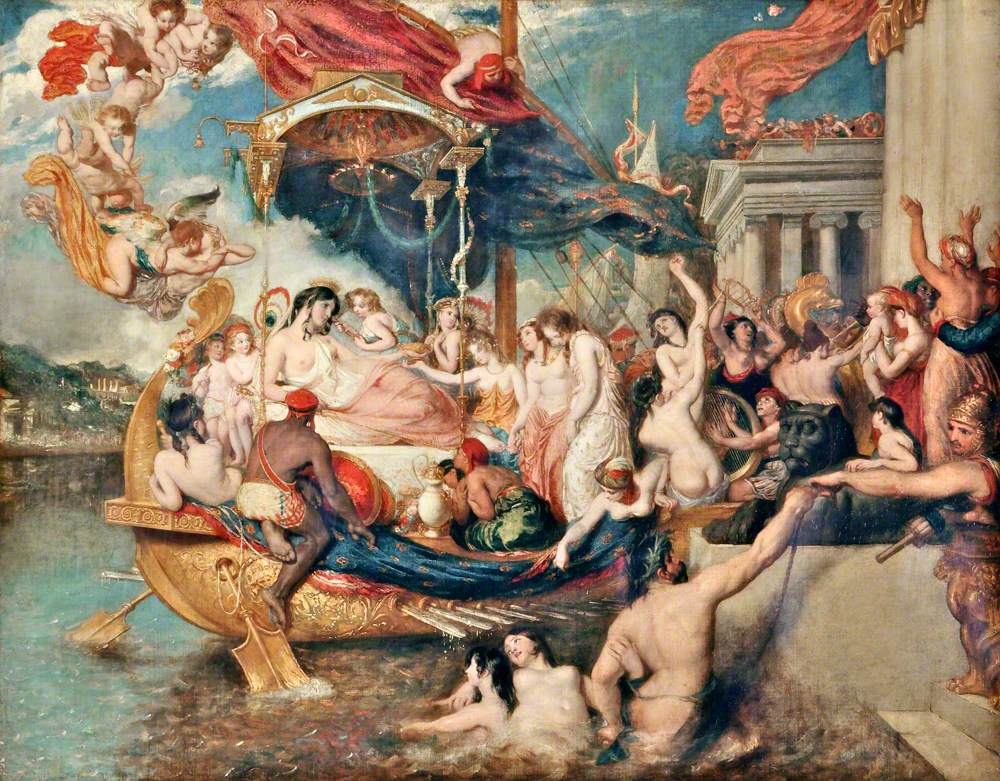
《克莱奥帕特拉抵达奇里乞亚》使埃蒂名声大噪，其成功促使他在历史场景中画出更多的裸体人物。

威廉·埃蒂（1787-1849）是约克一位面包师和磨坊主的第七个儿子，他最初在赫尔做印刷工学徒，但在18岁完成了七年的学徒生涯后，他搬到了伦敦成为一名艺术家。深受提香和鲁本斯作品的影响，他向皇家艺术学院和英国美术促进协会提交了多幅画作，但很多都被直接拒绝，即便展出也没有得到多少关注。
1821年，皇家学院终于接受并展出了他的一部作品《克莱奥帕特拉抵达奇里乞亚》（也称为《克莱奥帕特拉的凯旋》），该作品受到极大的欢迎，并获得许多同行的钦佩。1828年，击败約翰·康斯特勃，正式成为皇家学院的院士。
继《克莱奥帕特拉》成功之后的十年裡，埃蒂试图在圣经、文学和神话故事中选材，绘制裸体人物来复制这一次的成功。1820年至1829年间，埃蒂展出了15幅画作，其中14幅描绘的是裸体人物。虽然有些私人收藏家会收藏外国艺术家的裸体画，但英国并没有裸体画的传统，而且自1787年《劝阻罪恶宣言》出台以来，在公开场合展示和传递裸体画一直受到压制。埃蒂是英国第一位专门从事裸体研究的艺术家，尽管他的男性裸体肖像普遍受到好评，但许多评论家谴责他对女性裸体的反复描绘有伤风化。

## 主题

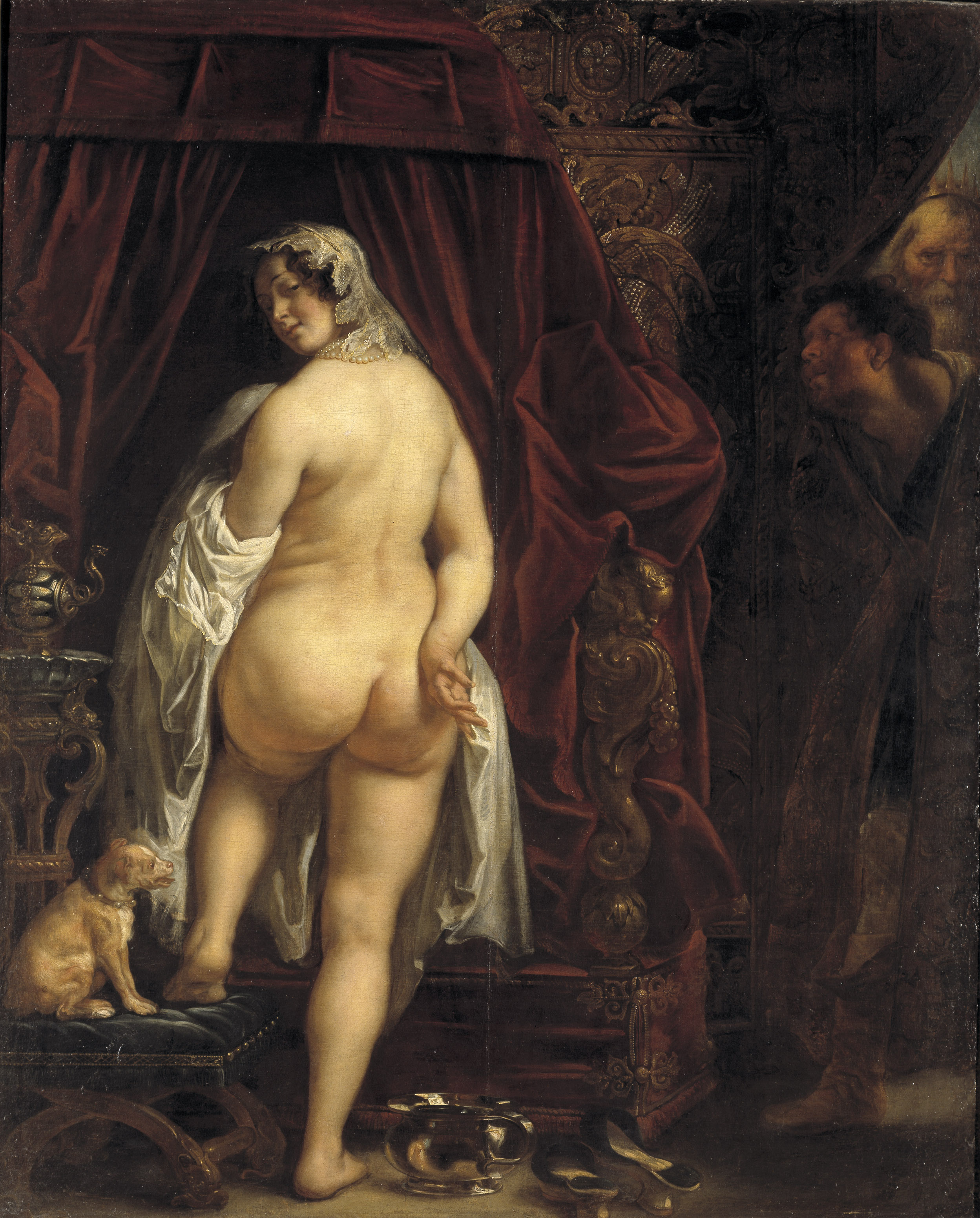
坎道列斯向巨吉斯展示他的妻子，雅各布·乔登斯，1646 年。坎道列斯、尼西娅和巨吉斯的主题之前曾由雅各布·乔登斯于 1646 年绘制。乔登斯和埃蒂都将尼西娅的苍白肌肤与深红色的布料进行了对比，且姿态相近。不过乔登斯的画作自 17 世纪以来一直保存在瑞典，埃蒂不太可能有所参考。

《坎道列斯》描绘的是希罗多德《历史》系列著作第一本中的一个场景。 古代吕底亚王国的统治者坎道列斯认为他的妻子尼西娅是世界上最美丽的女人。他和他最亲近的侍卫巨吉斯谈论起妻子的美貌，坎道列斯却觉得他在撒谎。于是坎道列斯不顾巨吉斯的抗议，命令巨吉斯躲在他的卧室门后，偷偷地看着尼西娅在一无所知的情况下褪去衣服。虽然对被迫参与其中感到不快，但盖吉斯还是不情愿地服从了命令。尼西娅在巨吉斯溜出房间时发现了他，但并没有出声。
第二天，尼西娅召见了巨吉斯并谴责他不顾道德风俗窥探她的裸体。她给巨吉斯提供了两个选择：要么杀死煽动他偷窥的坎道列斯，要么自行去接受处决。巨吉斯不情愿地选择杀死他的主人。下一晚，巨吉斯躲在他曾偷窥尼西娅的门口，将在睡梦中的坎道列斯捅死在床上，迎娶尼西娅并自封为吕底亚的国王。女祭司承认了巨吉斯的国王地位，自此他成为梅尔莫纳达王朝的第一个国王，开启了长达38年的统治。
埃蒂的《坎道列斯》展示了躲在门后的巨吉斯第一次看到尼西娅裸体的那一刻。 坎道列斯赤身裸体躺在床上，尼西娅脱下衣服准备就寝，巨吉斯踮着脚尖绕过房门的阻碍以瞥见她。尼西娅手中的布料纵向下垂，在他的大腿根部的位置切断了他的身体，唤起了女性获得权势而男性软弱无力的主题。 埃蒂画中的人物位置微妙，三个人的视线都落在画面内部，而观众的视角直接位于尼西娅身后，以便感受到和她一样被窥探和入侵的感觉，被迫窥视着主人毫不知情的妻子。窗帘和建筑特征的杂乱排列在作者的安排下夸大了场景的幽闭恐怖和隐含的暴力性质。
在他的整个职业生涯中，埃蒂都是皇家学院人体绘画课程的常客。尼西娅的站姿曾被埃蒂描绘过很多次，即一个女性将膝盖放在凸起的底座上，一只手臂举起，握着一根悬挂的绳索。（在他的整个职业生涯中，埃蒂一直很不太会画手臂，因此他通常让人物的手臂和身体保持距离，以便尽可能地暴露他们的躯干。）埃蒂可能有意选择了这一令人费解的主题，以描绘这一姿态的女性。画面重色彩、重肌理；与许多埃蒂作品一样，女性形象比其余部分绘制得更详细，埃蒂很可能是面对模特绘制的尼西娅，而后在工作室完成剩余部分。
《坎道列斯》于1830年完成并在皇家学院展出。埃蒂认为作品的主旨是女性不是男人的所有物，如果男人——即便是她们的丈夫——侵犯了女性的权益，那么她就有权利惩罚他们。不过他并没有特别努力地去展示这个在当时看来并不普遍的话题，而是让观众自己去理解和判断。因为，作为那个时代与众不同的画作，《坎道列斯》在道德层面极富野心，想要观众同情不道德的坎道列斯，或者谋杀者尼西娅，又或者同情偷窥者巨吉斯。

## 评价

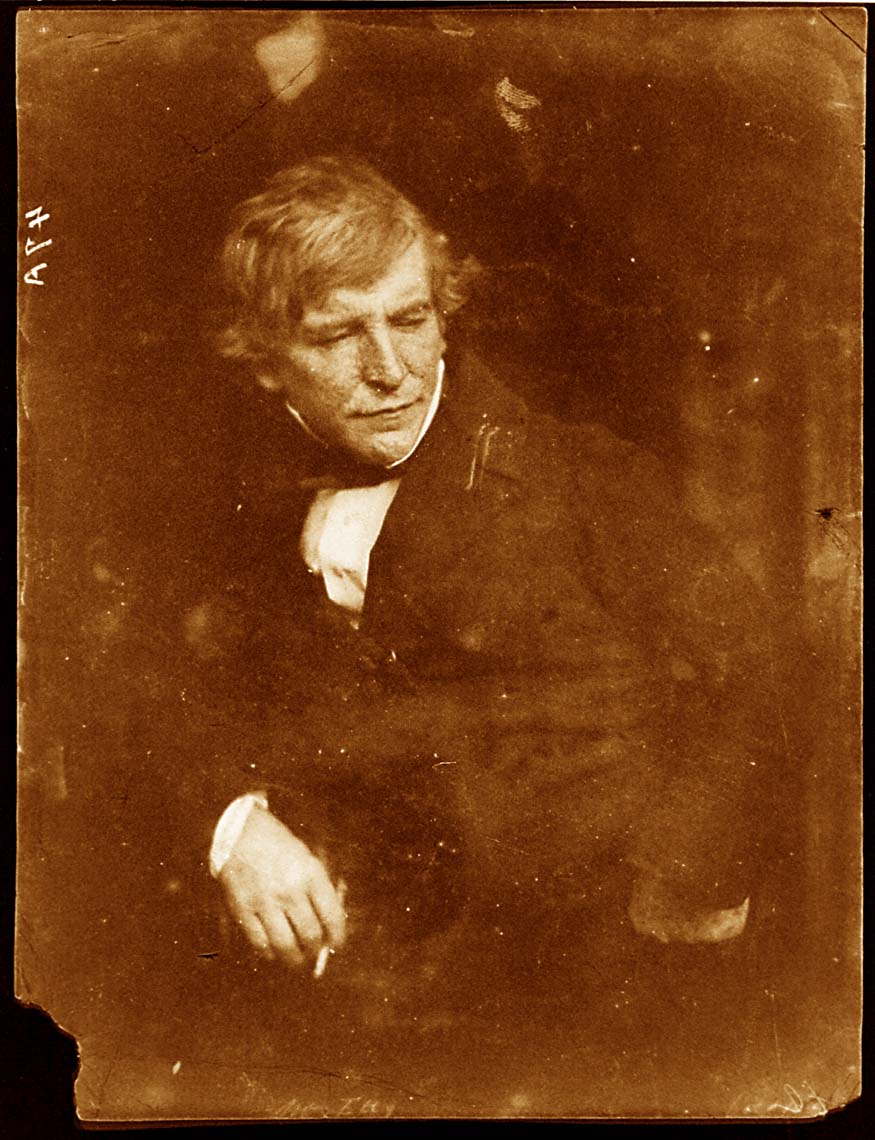
威廉·埃蒂，1844 年

从揭幕开始，《坎道列斯》就被谴责是一副充满了色情、暴力而令人不快的厌世之作，并且几乎所有人都同意这幅画并不适合公开展览。《文学公报》谴责这部作品“违背基本准则和高雅品味”，埃蒂在《坎道列斯》中向于人们期望从外国人身上看到的那种“下流的淫荡”靠拢，而不是“更纯粹的”英国画派。</ref>评论家还批评了这幅画的主题，称“作为学术研究，这一组的中心人物可能是可以接受的；但结合画作背后所涉及的故事，它应该受到严厉的谴责”。英国最有影响力的女性杂志之一La Belle Assemblée称赞了 Etty 在夏季展览中的其他展品，但完全拒绝评论《坎道列斯》 ，称“对我们来说，这个主题太令人反感了，所以我们忽略了它”。 甚至通常是埃蒂最坚定的支持者之一的亚历山大·吉尔克里斯特，在他 1855 年埃蒂传记中也将《坎道列斯》描述为“几乎是埃蒂所以作品中唯一一个意外，描绘了令人不快甚至是反感的主题”， 而约克大学的萨拉·博纳奇在 2011 年写道，“这幅画或许就是艺术家为博眼球之作”。

## 遗产
尽管《坎道列斯》在展出过程中遭到 攻击，罗伯特弗农还是买下了它。这位艺术品赞助人靠向军队提供马匹发了财，并利用所得收入积累了一个重要的艺术藏品库。弗农于 1847 年向全国展示了他的收藏，后来他的收藏被政府接手，《坎道列斯》位列其中，虽然一幅如此有争议的画被政府纳入收藏会有一些尴尬。 1929 年， 《坎道列斯》还是被转移到新扩建的泰特美术馆，截至2018年仍在这里展出。
《坎道列斯》遭到的谴责意味着它一直是一个有争议的作品。当塞缪尔·卡特·霍尔 （Samuel Carter Hall) 选择作品来为他新推出的《艺术杂志》( The Art Journal ) 配图时，他认为推广新的英国艺术家很重要，即使这意味着使用一些读者认为色情或冒犯性的插图。 1849 年，霍尔获得了费农赠予国家的 157 幅画作的复制权，但还是拒绝出版《坎道列斯》的复制品，尽管他愿意出版其他同样有争议的埃蒂裸体画的复制品，例如《被天鹅惊呆的女沐浴者》。
在《坎道列斯》展出后不久，埃蒂因媒体反复攻击他的无味、下流和缺乏创造力而背受刺激，决定制作一部主题明确的道德作品。于是在 1832 年他画出了《毁灭天使和恶魔打断了恶毒和放纵的狂欢》 ，许多人他从此放弃了早期那种公开的性感作品。埃蒂仍然是一位杰出的裸体画家，但确实从 1832 年开始，他有意识地努力反映道德主题。不过在他于 1849 年去世很久之后，他仍然被许多人视为色情作家；直到 1882 年，《名利场》( Vanity Fair ) 才发表评论说：“我非常了解那些粗俗的人带女伴在埃蒂的沐浴者（Etty’s bather）前的表现。我看到成群结队的工人在画前徘徊，我知道他们对裸体艺术研究的感兴趣的原因实则难以启齿。”

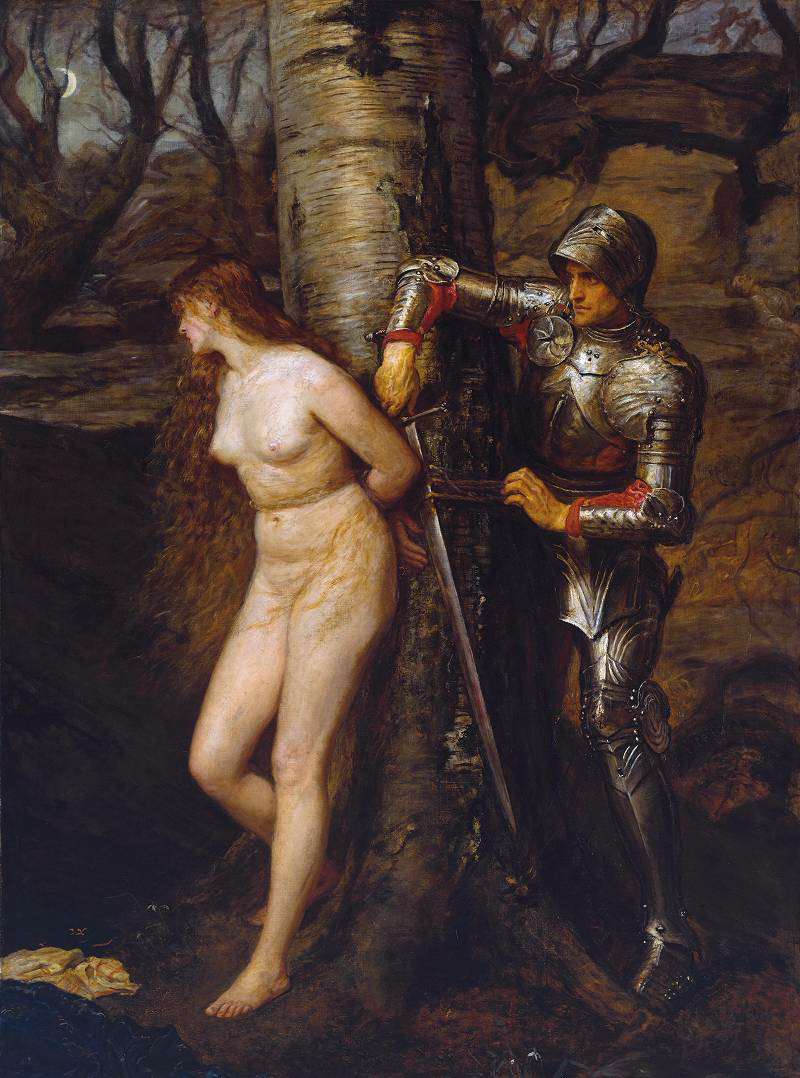
米莱的游侠骑士是为数不多的受坎道莱斯影响的后期作品之一。

在埃蒂去世之后，人们对他逐渐失去了兴趣，因为新运动——特别是拉斐尔前派和唯美主义，开始成为英国绘画的特征，到 19 世纪末，他所有画作的价格都低于原价。很少有后来的艺术家受到 Etty 的影响，后来仅有的几部被认为收到  《坎道列斯》影响的作品之一是约翰·埃弗里特·米莱 (John Everett Millais) 于 1870 年创作的《游侠骑士》（The Knight Errant），画作中的女性被剥去衣物绑在树上悲痛欲绝。《游侠骑士》是对埃蒂在《坎道列斯》中开发的风格的回归，迫使观众在目睹女性性堕落时感到共情，并且特别是早前版本中女性面部清晰可见时，他也受到了和埃蒂类似的批评。